# Tiauanaco
Tiauanaco ou Tiwanaku (em castelhano:  Tiahuanaco ou Tiahuanacu) é um sítio arqueológico pré-colombiano no oeste da Bolívia, perto do lago Titicaca, e um dos maiores sítios arqueológicos da América do Sul. Os restos de superfície atualmente cobrem cerca de 4 quilômetros quadrados e incluem cerâmicas decoradas, estruturas monumentais e blocos megalíticos. A população do local provavelmente atingiu o pico por volta do ano 800, com uma população entre 10 mil e 20 mil pessoas.
O local foi registrado pela primeira vez na história escrita em 1549 pelo conquistador espanhol Pedro Cieza de León enquanto procurava pela capital inca do sul, Qullasuyu.
O cronista jesuíta Bernabé Cobo relatou que o nome de Tiauanaco já foi taypiqala, que em aimará significa "pedra no centro", aludindo à crença de que ela ficava no centro do mundo. O nome pelo qual Tiauanaco era conhecida por seus habitantes originais pode ter se perdido, pois eles não tinham linguagem escrita. Heggarty e Beresford-Jones sugerem que é mais provável que a língua puquina tenha sido a língua do povo de Tiauanaco.

## História
A idade do local foi significativamente aprimorada no último século. De 1910 a 1945, Arthur Posnansky afirmou que o local tinha entre 11 mil e 17 mil anos com base em comparações com eras geológicas e arqueoastronomia. A partir da década de 1970, Carlos Ponce Sanginés propôs que o local foi ocupado pela primeira vez por volta de 1580 a.C., a data de radiocarbono mais antiga do local. Esta data ainda é vista em algumas publicações e museus da Bolívia. Desde a década de 1980, no entanto, os pesquisadores passaram a reconhecer que esta datação não era confiável, levando ao consenso de que o local não é mais antigo do que 200 a.C. ou 300 a.C.. Mais recentemente, uma avaliação estatística de datas confiáveis de radiocarbono estima que o local foi fundado por volta do ano 110 (50-170, 68% de probabilidade), uma data apoiada pela falta de estilos de cerâmica de períodos anteriores.

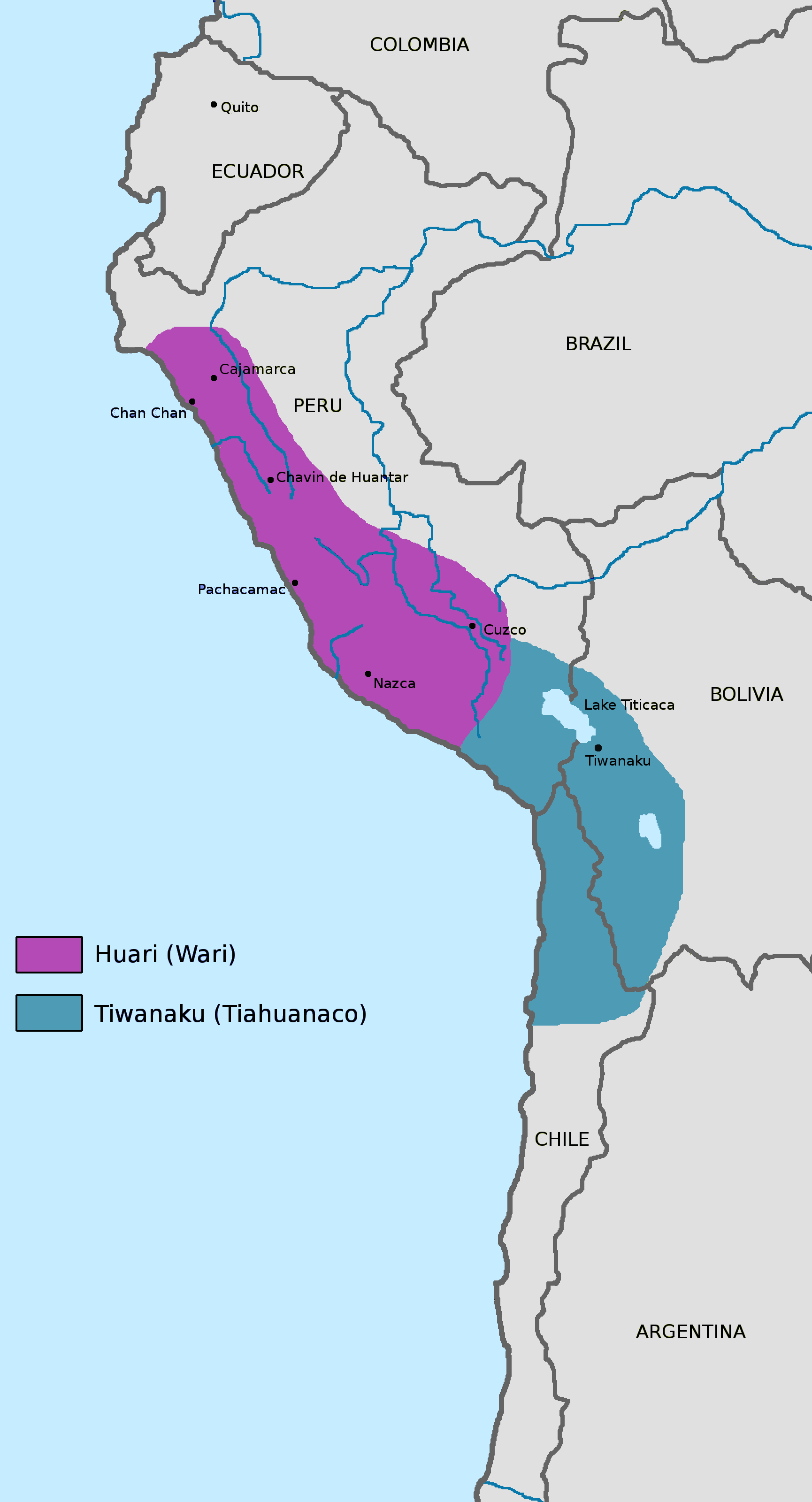
A área da civilização Tiwanaku (em azul)

A área ao redor de Tiwanaku pode ter sido habitada já desde 1500 a.C. como uma pequena vila agrícola. A localização de Tiwanaku entre o lago e o planalto seco fornecia recursos fundamentais como peixes, pássaros selvagens, plantas e pastagens para camelídeos, em especial lhamas. A bacia hidrográfica do Titicaca é a região mais fértil da área, com chuvas certas e abundantes, que a cultura de Tiwanaku aprendeu a utilizar na agricultura. Se deslocando para leste, o altiplano torna-se uma região extremamente árida. A alta altitude da bacia do Titicaca exigiu o desenvolvimento de uma técnica própria de cultivo conhecida como "monte de cultivo" (suka kollu), composta por plataformas elevadas de cultivo intercaladas por canais, que previne problemas de falta de drenagem, inundações e geadas. Essa técnica era aplicada em uma percentagem significativa da agricultura na região, juntamente com as técnicas de campo irrigado, pastos, terraço e agricultura de qocha (lagos artificiais).
Montes de plantação artificialmente levantados são separados por canais rasos preenchidos com água. Os canais fornecem umidade para as culturas em crescimento, mas também absorvem calor da radiação solar durante o dia. Esse calor, então, é emitido gradualmente durante as severas noites frias que sempre produzem geada e que são endêmicas da região, propiciando insolação térmica. Traços de manejo da paisagem também foram encontrados na Planície Beniana. Através de uma agricultura intensiva, os suka kollu produzem colheitas impressionantes. Enquanto a agricultura tradicional da região produz 2,4 toneladas de batata por hectare, e a agricultura moderna (com fertilizantes artificiais e pesticidas) produz 14,5 toneladas por hectare, a agricultura de suka kollu produz, em média, 21 toneladas por hectare.
Conforme a população cresceu, nichos ocupacionais foram criados de modo que cada membro da sociedade sabia realizar um ofício e confiava na elite do império para suprir todas as necessidades da população. Havia uma estratificação hierárquica dentro do império. A elite de Tiwanaku vivia dentro de quatro muralhas que eram circundadas por um fosso. Segundo alguns, o fosso visava a criar uma imagem de uma "ilha sagrada". Dentro das muralhas, existiam muitas imagens de origem humana que eram privilégio da elite, embora as imagens representassem o início de toda a espécie humana. A população pode ter entrado nesses recintos apenas para propósitos cerimoniais, pois eles abrigavam o santuário mais sagrado.
A cidade e seus habitantes não deixaram história escrita, e a população local atual pouco conhece da cidade e de sua história. Uma teoria baseada na arqueologia propõe que, por volta do ano 400, Tiwanaku, de uma força dominante local, passou a ser a um estado predatório. A cidade, então, teria expandido seus domínios até a região dos Andes orientais (Yunga), disseminando sua cultura e estilo de vida pelas regiões atualmente ocupadas pelo Peru, Bolívia e Chile. Tiwanaku, entretanto, não foi exclusivamente uma cultura violenta. A cidade também usou a política para se expandir, criando colônias, negociando tratados comerciais (que tornaram as outras culturas dependentes de Tiwanaku) e estabelecendo cultos estatais. Muitas cidades foram atraídas para Tiwanaku por motivos religiosos, pois a cidade nunca deixou de ser um centro religioso. A força raramente era necessária para a expansão do império, mas, no extremo norte da bacia hidrográfica, houve resistência. Existem evidências de que as bases de algumas estátuas foram trazidas de outras culturas até Tiwanaku e posicionadas em posição de subordinação perante os deuses de Tiwanaku, de modo a demonstrar o poder de Tiwanaku sobre essas cidades. Um exemplo de violência que Tiwanaku costumava praticar era a oferenda feita no alto do edifício conhecido como Akipana. Nesse local, pessoas eram mortas, dilaceradas e expostas publicamente, talvez como uma forma de dedicação aos deuses. Pesquisas mostraram que uma das vítimas foi uma pessoa não nativa da região do lago Titicaca, sugerindo que as vítimas, geralmente, não pertenciam à sociedade da região.
A comunidade alcançou proporções urbanas entre os anos de 600 e 800, se tornando um importante poder regional no sul dos Andes. De acordo com estimativas iniciais, na sua máxima extensão, a cidade cobriu aproximadamente 6,5 quilômetros quadrados, e teve entre 15 000 e 30 000 habitantes. Entretanto, imagens de satélite foram usadas recentemente para mapear a extensão de suka kollu fossilizado nos três vales principais de Tiwanaku, chegando-se a uma capacidade populacional estimada entre 285 000 e 1 482 000 pessoas. O império continuou a crescer, absorvendo culturas mais do que as erradicando. William H. Isbell afirma que "Tiahuanaco passou por uma dramática transformação entre os anos de 600 e 700, quando estabeleceu novos padrões monumentais para sua arquitetura cívica e aumentou grandemente sua população". Arqueólogos notam uma dramática adoção de cerâmicas de Tiwanaku por parte de culturas que se tornaram parte do império de Tiwanaku. Tiwanaku conquistou poder através do comércio que implementou entre todas as cidades que compunham o império.
O poder das elites continuou a crescer juntamente com o excedente de recursos até aproximadamente o ano 950. Nesse momento, ocorreu uma dramática mudança no clima. Ocorreu uma significativa queda de precipitação na bacia do Titicaca, sendo que alguns arqueólogos sugerem a possibilidade de ter ocorrido uma seca. Conforme as chuvas diminuíam, muitas cidades mais distantes do lago Titicaca começaram a gerar menores colheitas para as elites. Com a diminuição do excedente de comida, o poder das elites começou a diminuir. Graças à eficiência dos seus campos agrícolas elevados, a capital se tornou o último reduto de produção agrícola, mas, finalmente, até o inteligente mecanismo dos campos elevados sucumbiu ao clima. Tiwanaku desapareceu por volta do ano 1000 porque a produção de alimentos, fonte de seu poder e autoridade, secou. A terra se tornou desabitada por muitos anos.

## Estruturas
As estruturas que foram escavadas por pesquisadores em Tiauanaco incluem as plataformas em terraços Akapana, Akapana Oeste e Puma Punku, o Kalasasaya, o templo Kantatallita, o Kheri Kala e recintos Putin e o templo semi-subterrâneo. Estes podem ser visitados pelo público. O Akapana é uma estrutura aproximadamente em forma de cruz, com 257 m de largura, 197 m de largura no máximo e 16,5 m de altura. Em seu centro parecia haver um pátio submerso. Este foi quase destruído por uma escavação profunda de saqueadores que se estende do centro desta estrutura ao lado oriental. O material da escavação do saqueador foi despejado no lado leste do Akapana. Uma escadaria com esculturas está presente no seu lado poente. Possíveis complexos residenciais podem ter ocupado os cantos nordeste e sudeste desta estrutura.
Originalmente, acreditava-se que o Akapana foi desenvolvido a partir de uma colina modificada. Estudos do século XXI mostraram que, na verdade, ele é um monte de barro inteiramente feito pelo homem, confrontado com uma mistura de grandes e pequenos blocos de pedra. A sujeira que compõe o Akapana parece ter sido escavada do "fosso" que cerca o local. O maior bloco de pedra dentro do Akapana, feito de andesito, é estimado em 65,7 toneladas. Puma-tenon e cabeças humanas cobrem os terraços superiores. O Akapana Oeste foi construído no lado oriental do início de Tiauanaco. Mais tarde, foi considerado uma fronteira entre o centro cerimonial e a área urbana. Era feito de um piso espesso e preparado de areia e argila, que sustentava um conjunto de edifícios. Argila amarela e vermelha era usada em diferentes áreas para o que parecia ser uma finalidade estética. Foi varrido de todo o lixo doméstico, sinalizando sua grande importância para a cultura.
O Pumapunku é uma plataforma feita pelo homem construída em um eixo leste-oeste, assim como o Akapana. É um monte de terra em forma de T, com terraço e coberto por blocos megalíticos. Tem 167,36 m de largura ao longo do seu eixo norte-sul e 116,7 m de largura ao longo do seu eixo este-oeste e tem 5 m de altura. Projeções idênticas de 20 metros de largura estendem-se por 27,6 metros ao norte e ao sul dos cantos nordeste e sudeste do Pumapunku. Quadros murados e não murados e uma esplanada estão associados a esta estrutura. Uma característica proeminente do Pumapunku é um grande terraço de pavimentado com pedra, com 6,75 por 38,72 metros de dimensão. É chamado de "Plataforma Lítica" e contém o maior bloco de pedra encontrado no sítio arqueológico de Tiauanaco. De acordo com Ponce Sangines, o bloco está estimado em 131 toneladas métricas. O segundo maior bloco de pedra encontrado dentro do Pumapunku é estimado em 85 toneladas métricas.

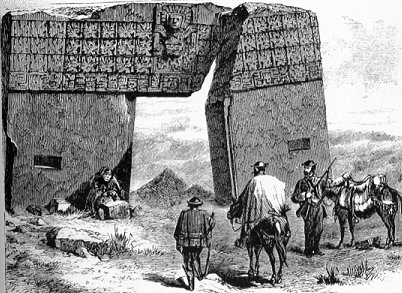
"Porta do Sol", Tiauanaco, desenhado por Ephraim Squier em 1877. A escala vertical é exagerada neste desenho.

O Kalasasaya é um grande pátio com mais de 90 metros de comprimento, delineado por um portal alto. Ele está localizado ao norte de Akapana e a oeste do Templo Semi-Subterrâneo. Dentro do pátio é onde os exploradores encontraram a Porta do Sol. Desde o final do século XX, os pesquisadores teorizam que este não era o local original do portal. Perto do pátio está o Templo Semi-Subterrâneo; um pátio quadrado rebaixado que é único por seu eixo norte-sul, em vez de leste-oeste. As paredes são cobertas por respigas de diversos estilos, sugerindo que a estrutura foi reutilizada para diversos fins ao longo do tempo. Foi construído com paredes de pilares de arenito e blocos menores de alvenaria Ashlar. O maior bloco de pedra no Kalasasaya é estimado em 26,95 toneladas métricas. Dentro de muitas das estruturas do local, existem portas impressionantes; as de escala monumental estão em montes artificiais, plataformas ou quadras submersas. Muitas portas mostram a iconografia do Deus dos Cajados. Esta iconografia também é usada em alguns vasos de grandes dimensões, indicando uma importância para a cultura. Essa iconografia está mais presente na Porta do Sol.

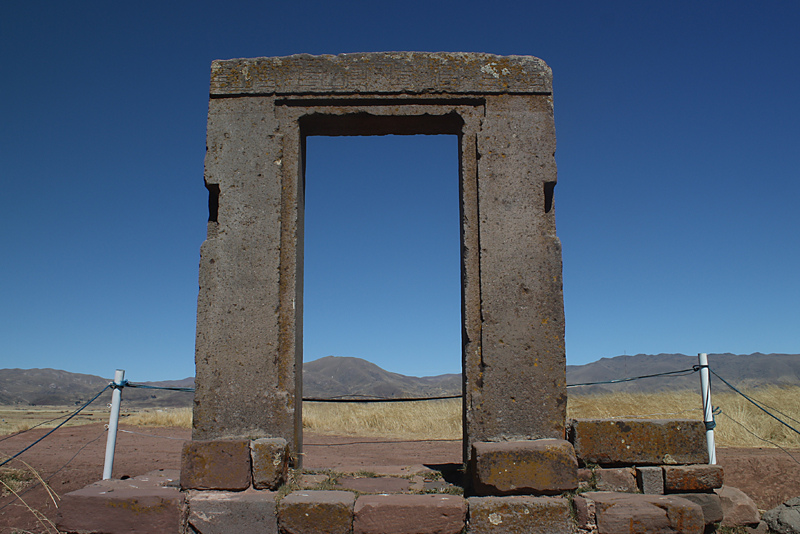
Porta da Lua

A Portal do Sol e outros localizados em Pumapunku não estão completos. Eles estão sem parte de uma estrutura recuada típica conhecida como chambranle, que normalmente tem soquetes para grampos para suportar adições posteriores. Esses exemplos arquitetônicos, assim como a recém-descoberta Porta Akapana, têm detalhes únicos e demonstram grande habilidade no corte de pedras. Isso revela um conhecimento da geometria descritiva . A regularidade dos elementos sugere que eles fazem parte de um sistema de proporções. Muitas teorias para a habilidade de construção arquitetônica de Tiauanaco foram propostas. Uma é que eles usaram um luk 'a, que é uma medida padrão de cerca de sessenta centímetros. Outro argumento é a favor da Razão Pitagórica. Essa ideia exige triângulos retângulos em uma proporção de cinco para quatro para três usados nas portas para medir todas as partes. Por último, Protzen e Nair argumentam que Tiauanaco tinha um sistema definido para elementos individuais dependendo do contexto e da composição. Isso é mostrado na construção de portas semelhantes de vários tamanhos, provando que os fatores de escala não afetaram a proporção. Com cada elemento adicionado, as peças individuais foram deslocadas para se encaixarem.
À medida que a população cresceu, os nichos ocupacionais se desenvolveram e as pessoas começaram a se especializar em certas habilidades. Aumentou o número de artesãos, que trabalhavam com cerâmica, joalheria e têxtil. Como os incas, o povo de Tiauanaco tinha poucas instituições comerciais ou de mercado. Em vez disso, a cultura dependia da redistribuição feita pela elite. Ou seja, as elites do império controlavam essencialmente toda a produção econômica, mas esperava-se que elas fornecessem a cada plebeu todos os recursos necessários ao desempenho de sua função. As ocupações selecionadas incluem agricultores, pastores, pastores, etc. Essa separação de ocupações foi acompanhada por estratificação hierárquica dentro do império.
Alguns autores acreditam que as elites de Tiauanaco viviam dentro de quatro paredes que eram cercadas por um fosso. Esta teoria é chamada de "teoria do fosso de Tiauanaco". Este fosso, alguns acreditam, foi criado para criar a imagem de uma ilha sagrada. Dentro das paredes havia muitas imagens dedicadas à origem humana, que apenas as elites poderiam ver. Os plebeus podem ter entrado nesta estrutura apenas para fins cerimoniais, uma vez que era o lar do mais sagrado dos santuários.

### Cosmologia

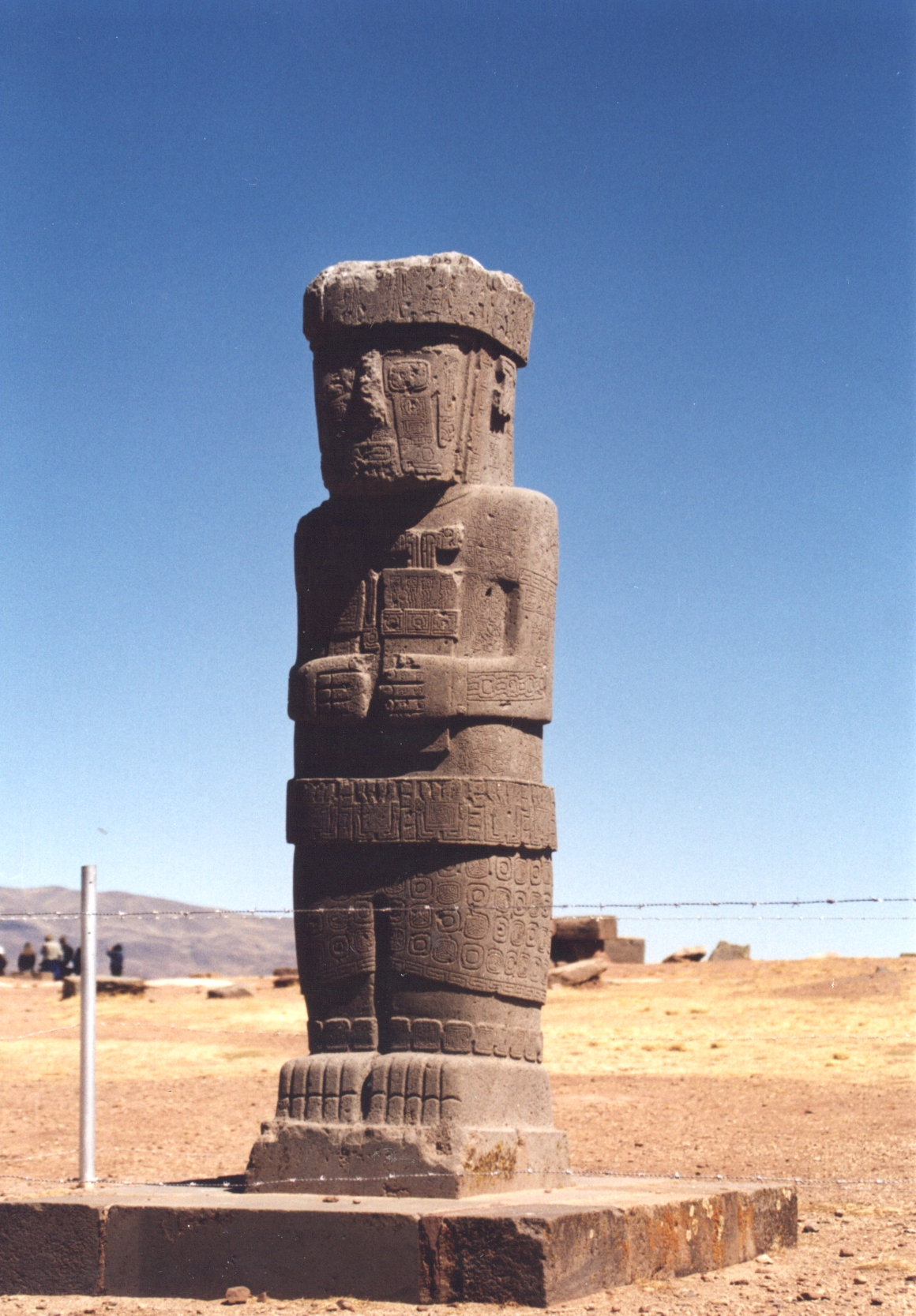
Monolito Bennett

Em muitas culturas andinas, as montanhas são veneradas e podem ser consideradas objetos sagrados. O sítio arqueológico de Tiauanaco está localizado no vale entre duas montanhas sagradas, Pukara e Chuqi Q'awa. Em tais templos em eras antigas, cerimônias eram conduzidas para homenagear e agradecer aos deuses e espíritos.
Tiauanaco se tornou um centro de cerimônias religiosas pré-colombianas tanto para o público em geral quanto para as elites. Por exemplo, o sacrifício humano era usado em várias civilizações pré-colombianas para apaziguar um deus em troca de boa sorte. Escavações do templo Akapana em Tiauanaco revelaram os restos de dedicações de sacrifício de humanos e camelídeos. Os pesquisadores especulam que o templo Akapana também pode ter sido usado como um observatório astrononômico. Foi construído de forma a ficar alinhado com o pico de Quimsachata, proporcionando uma visão da rotação da Via Láctea a partir do polo sul. Outros templos, como Kalasasaya, estão posicionados para fornecer vistas ideais do nascer do sol no equinócio, solstício de verão e solstício de inverno. Embora o valor simbólico e funcional desses monumentos só possa ser especulado, o povo de Tiauanaco foi capaz de estudar e interpretar as posições do Sol, da Lua, da Via Láctea e de outros corpos celestes bem o suficiente para dar-lhes um papel significativo em sua arquitetura.
As lendas aimarás colocam Tiauanaco no centro do Universo, provavelmente devido à importância de sua localização geográfica. O povo de Tiauanaco era altamente consciente de seus arredores naturais e os usavam, ao lado de seus conhecimentos de astronomia, como pontos de referência em seus planos arquitetônicos. Os marcos mais importantes em Tiauanaco são as montanhas e o Lago Titicaca. Embora as margens do lago estejam agora localizadas a 20 quilômetros a oeste de Tiauanaco, o lago diminuiu de tamanho ao longo do tempo devido às secas. Nos tempos antigos, provavelmente se estendia até Tiauanaco. A importância espiritual e a localização do lago contribuíram para o significado religioso desse local. Na cosmovisão do povo de Tiauanaco, o Lago Titicaca é o local de nascimento espiritual de suas crenças cósmicas. De acordo com a mitologia inca, o Lago Titicaca é o local de nascimento de Viracocha, que foi o responsável por criar o Sol, a Lua, as pessoas e o cosmos. No templo Kalasasaya em Tiauanaco, esculpido no topo de um monólito conhecido como Porta do Sol, está uma divindade segurando um relâmpago e um bastão. Muitos especulam que esta é uma representação de Viracocha porque a figura é retratada usando uma coroa de sol. No entanto, também é possível que esta figura represente uma divindade que os aimarás chamam de “Tunuupa” que, como Viracocha, está associada a lendas de criação e destruição.
Os aimarás, que se acredita serem descendentes do povo de Tiauanaco, têm um sistema de crenças complexo semelhante à cosmologia de várias outras civilizações andinas. Eles acreditam na existência de três espaços: Arajpacha, o mundo superior; Akapacha, o mundo médio ou interior; e Manqhaoacha, o mundo inferior. Frequentemente associado ao cosmos e à Via Láctea, o mundo superior é considerado o lugar onde vivem os seres celestiais. O mundo intermediário é onde todas as coisas vivas estão, e o mundo inferior é onde a própria vida é invertida.

### Arqueologia

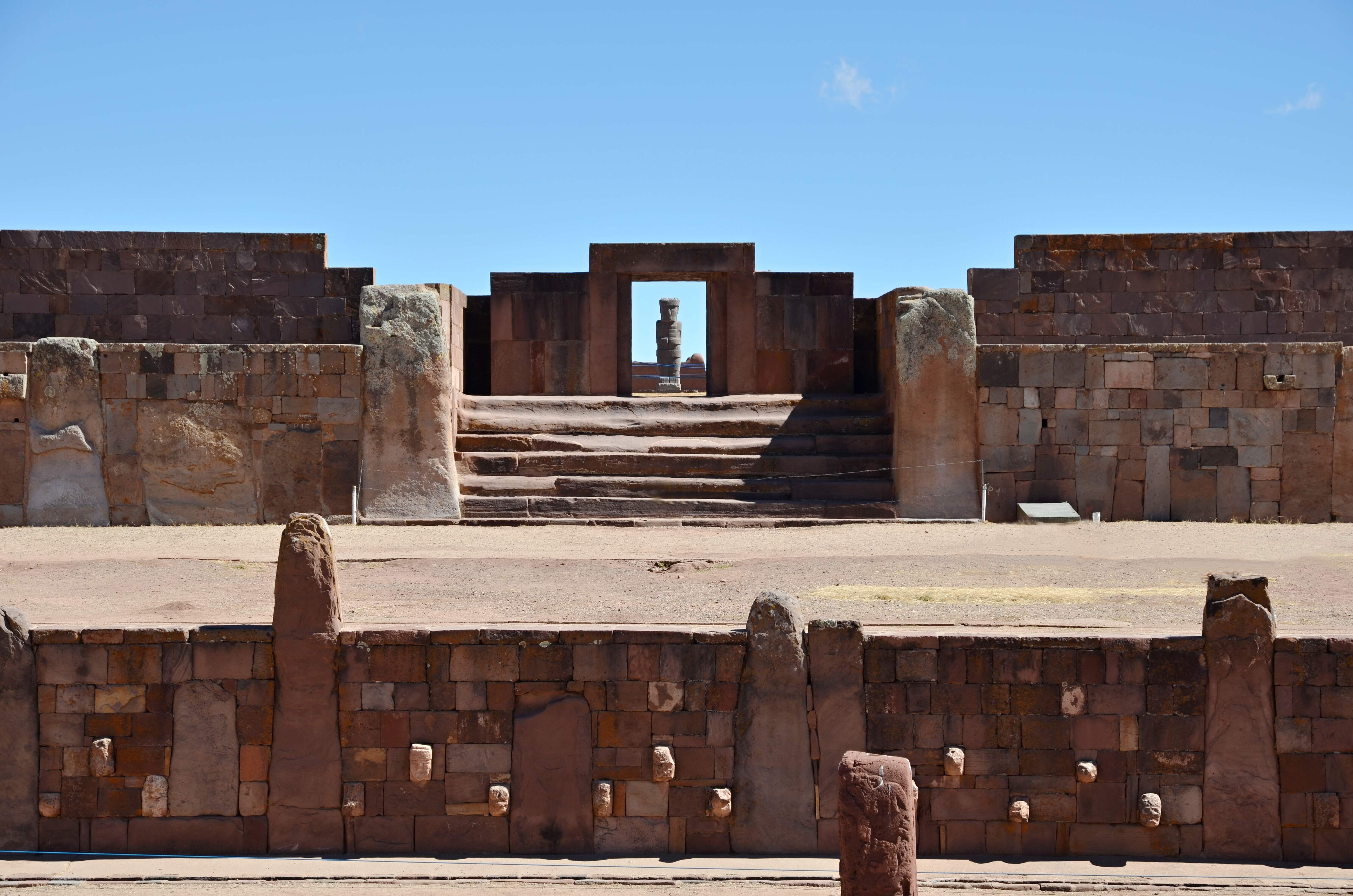
Templo Semi-Subterrâneo e ao fundo o Templo Kalasasaya

Como o local sofreu saques e escavações amadoras desde pouco depois da queda de Tiauanaco, os arqueólogos devem tentar interpretá-lo com o entendimento de que os materiais foram misturados e destruídos. Essa destruição continuou durante a conquista espanhola e o período colonial, e durante o século XIX e o início do século XX. Outros danos foram cometidos por pessoas que extraíam pedras para a construção de edifícios e ferrovias, e por práticas de tiro ao alvo feitas por militares.
Nenhum edifício em pé sobreviveu no local moderno. Restam apenas as fundações, com paredes mal reconstruídas. Os blocos de silhar usados em muitas dessas estruturas foram produzidos em massa em estilos semelhantes para que pudessem ser usados para vários fins. Ao longo do período do local, alguns edifícios mudaram de propósito, causando uma mistura de artefatos encontrados até hoje.

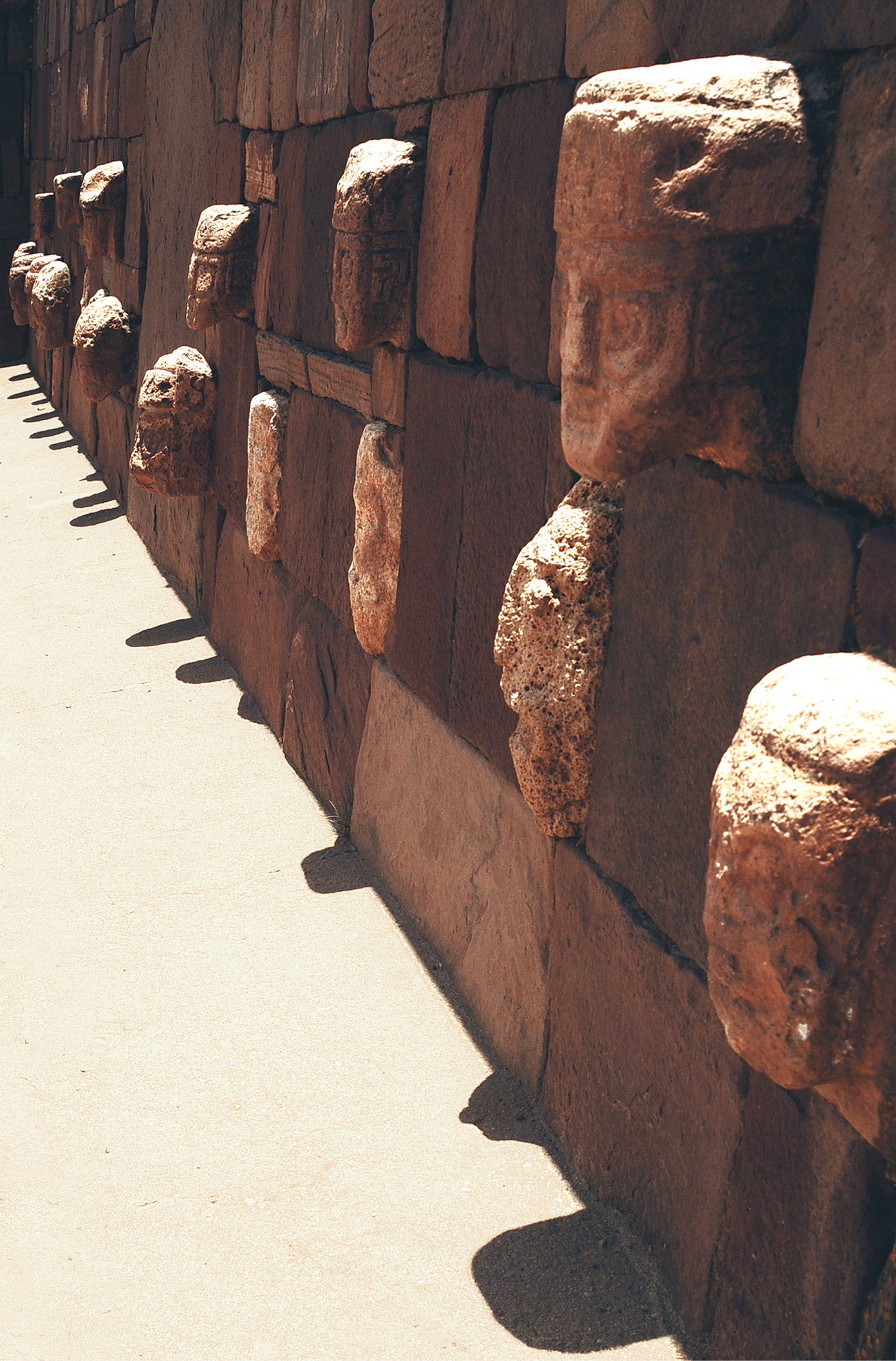
Cabeças no Templo Semi-Subterrâneo

O estudo detalhado de Tiauanaco começou em pequena escala em meados do século XIX. Na década de 1860, o arqueólogo estadunidense Ephraim George Squier visitou as ruínas e, posteriormente, publicou mapas e esboços concluídos durante sua visita. O geólogo alemão Alphons Stübel passou nove dias em Tiauanaco em 1876, criando um mapa do local com base em medições cuidadosas. Ele também fez esboços e criou impressões em papel de esculturas e outras características arquitetônicas. Um livro contendo uma importante documentação fotográfica foi publicado em 1892 pelo engenheiro Georg von Grumbkow. Com comentários do arqueólogo Max Uhle, este foi o primeiro relato científico aprofundado das ruínas.
Von Grumbkow havia visitado Tiauanaco pela primeira vez entre o final de 1876 e o início de 1877, quando acompanhou como fotógrafo a expedição do aventureiro francês Théodore Ber, financiada pelo empresário estadunidense Henry Meiggs, contra a promessa de Ber de doar os artefatos que encontrasse, em nome de Meiggs, ao Smithsonian Institution de Washington, DC e ao Museu Americano de História Natural de Nova York. A expedição de Ber foi interrompida pela hostilidade violenta da população local, instigada pelo pároco católico, mas as primeiras fotos de von Grumbkow sobreviveram.
Fotos de escavações arqueológicas em 1903

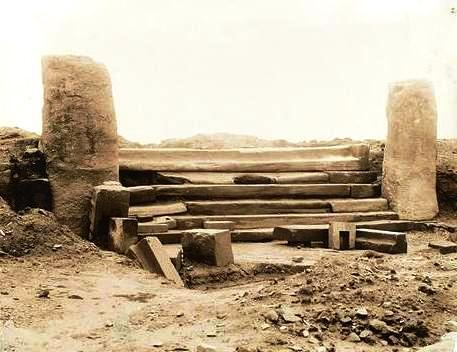
Escadas de Kalasasaya (1903)
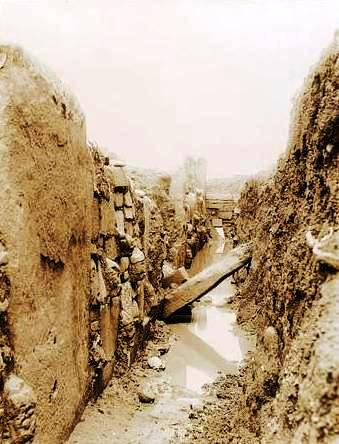
Templo Semi-Subterrâneo (1903)
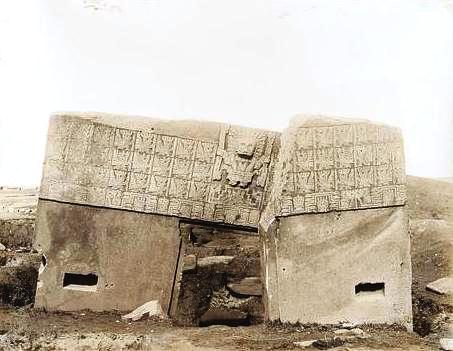
Portão do Sol (1903)
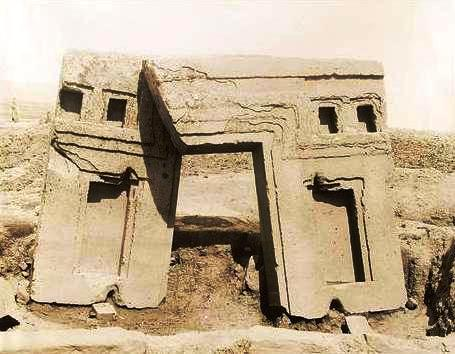
Portão do Sol, vista traseira (1903)

### Escavação e restauração contemporâneas
Na década de 1960, o governo boliviano iniciou um esforço para restaurar o local e reconstruir parte dele. As paredes do Kalasasaya foram quase todas reconstruídas. As pedras originais que compõem Kalasasaya teriam se parecido com um estilo mais semelhante ao "Stonehenge", espaçadas igualmente e retas. A reconstrução não foi suficientemente baseada em pesquisas; por exemplo, uma nova parede foi construída em torno de Kalasasaya. A reconstrução não tem a cantaria de alta qualidade como a presente em Tiauanaco. Como já observado, acredita-se que a Porta do Sol, agora no Kalasasaya, foi movida de seu local original.
Escavações arqueológicas modernas e academicamente sólidas foram realizadas de 1978 a 1990 pelo antropólogo Alan Kolata da Universidade de Chicago e seu homólogo boliviano, Oswaldo Rivera. Entre suas contribuições estão a redescoberta dos suka kollus, datação precisa do crescimento e influência da civilização e evidências de um colapso da civilização de Tiauanaco devido à seca. Arqueólogos como Paul Goldstein argumentaram que o Império de Tiauanaco-Huari estendeu-se fora da área do altiplano e no vale de Moquegua, no Peru. As escavações nos assentamentos de Omo mostram sinais de arquitetura semelhante, característica de Tiauanaco, como um templo e um monte com terraço. Evidências de tipos semelhantes de modificação craniana em sepulturas entre o local de Omo e o local principal de Tiauanaco também estão sendo usadas para apoiar este argumento.

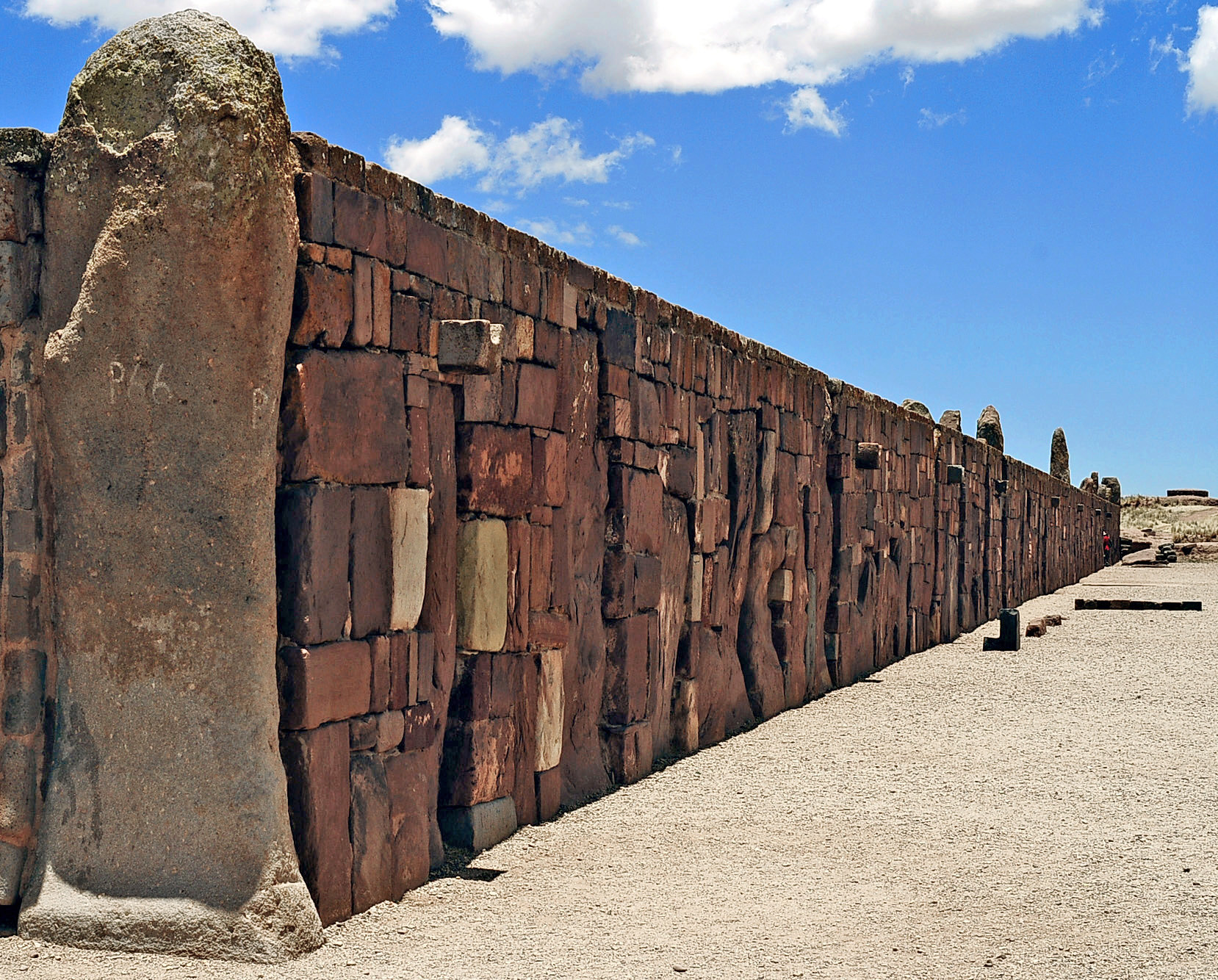
Paredes ao redor do templo Kalasasaya

Atualmente Tiauanaco é considerado um Patrimônio Mundial pela UNESCO, que é administrado pelo governo boliviano. Recentemente, o Departamento de Arqueologia da Bolívia (DINAR) vem realizando escavações na plataforma em socalcos de Akapana. O Proyecto Arqueologico Pumapunku-Akapana (Projeto Arqueológico Pumapunku-Akapana, PAPA) administrado pela Universidade da Pensilvânia, tem escavado na área ao redor do monte da plataforma em terraço nos últimos anos, e também conduzido pesquisas de radar de penetração no solo da área. Em anos anteriores, uma escola arqueológica de verão oferecida pela Universidade Harvard, que conduziu atividades na área residencial fora do núcleo monumental, gerou polêmica entre os arqueólogos locais. O programa foi dirigido pelo Dr. Gary Urton, de Harvard, que era um especialista em quipus, e pelo Dr. Alexei Vranich da Universidade da Pensilvânia. A polêmica consistia em permitir que uma equipe de alunos não treinados trabalhasse no local, mesmo sob supervisão profissional. Era importante que apenas arqueólogos profissionais certificados com financiamento documentado tinham permissão de acesso. A controvérsia foi carregada de conotações nacionalistas e políticas.
Em 2009, o trabalho de restauração patrocinado pelo governo em Akapana foi interrompido devido a uma reclamação da UNESCO. A restauração consistia em cobrir a pirâmide com adobe, embora os pesquisadores não tenham estabelecido isso como apropriado.
Em 2013, arqueólogos marinhos explorando o recife Khoa do lago Titicaca descobriram um antigo local cerimonial e ergueram artefatos como lápis-lazúli e estatuetas de cerâmica, queimadores de incenso e um medalhão cerimonial do fundo do lago. Os artefatos são representativos da extravagância das cerimônias e da cultura que viveu em Tiauanaco. Quando um mapa topográfico do local foi criado em 2016 com o uso de um drone, um "conjunto de estruturas até então desconhecidas" foi revelado. Essas estruturas mediam mais de 411 hectares e incluíam um templo de pedra e cerca de cem estruturas circulares ou retangulares de vastas dimensões, possivelmente unidades domésticas.